# Too Much Information
«Too Much Information» (с англ. — «Слишком много информации») — третий сингл британской нью-вейв-группы Duran Duran из седьмого студийного альбома The Wedding Album и двадцать пятый в дискографии группы. Сингл был выпущен 23 августа 1993 года и по сравнению с предыдущими хитами «Ordinary World» и «Come Undone» имел гораздо меньший коммерческий успех, сумев подняться лишь до 35-й строчки в UK Singles Chart и до 45-й в Billboard Hot 100, но в то же время смог показать себя лучше в альтернативных чартах Billboard Modern Rock Tracks (30-е место) и Billboard Hot Dance Club Play (17-е место).

## О сингле
В песне в иронической форме высмеивается влияние СМИ на жизнь человека и затрагивается тема коммерциализации музыкальной индустрии и перенасыщение музыкального эфира огромным объёмом музыки, которая по сути является однодневной — и спустя некоторое время уже будет не востребована слушателями.
Стилистически, «Too Much Information» кардинально отличается от предыдущих синглов — балладной «Ordinary World» и меланхоличной «Come Undone». Композиция представляет собой сметь альтернативного и поп-рока с акцентами в слабую долю и синкопами. Именно такое новое звучание в дальнейшем Duran Duran начнет развивать на своих последующих альбомах — Thank You (1995), Medazzaland (1997) и Pop Trash (2000).

## Версии сингла
В зависимости от формата издания, трек-лист и би-сайды могут значительно отличаться друг от друга.
| CSS: Parlophone TC DD 18 (UK) 1. «Come Undone (Live)» — 7:35 CSS: Parlophone TC DD 18 (UK) 1. «Come Undone (FGI Phumpin' Mix) — 8:14 12»: Parlophone 12 DD 18 (UK) 1. «Too Much Information (Deptford Dub)» — 5:43 CD: Parlophone CD DDS 18 (UK) 1. «Too Much Information (Deptford Dub)» — 5:43 - Вышел как двойной CD CD: Part of Singles Box Set 1986-1995 boxset 1. «Come Undone (12» Mix Comin' Together)" — 7:26 | CD: Parlophone CD DD 18 (UK) 1. «Notorious (Live)» — 5:31 CD: Capitol 7 16489 2 (US) 1. «Hungry Like the Wolf (Live Acoustic)» — 7:01 CD: Capitol DPRO-79256 (US — Promo — The Churban Mixes) 1. «Too Much Information (Unplugged Mix)» — 4:16 CD: Capitol DPRO-79269 (US — Promo) 1. «Too Much Information (Club 2 Mix)» — 4:15 CD: Capitol DPRO-79816 (US — Promo) 1. «Too Much Information (LP Version)» — 4:52 |

- Все живые версии были записаны в Tower Records в Голливуде, Калифорния 15 мая 1993 года.

## Музыканты

### Duran Duran
1. Саймон Ле Бон — вокал и текст
2. Ник Роудс — клавишные
3. Уоррен Куккурулло — гитара, акустическая гитара
4. Джон Тейлор — бас-гитара

### Сессионные музыканты
1. Стив Ферроне — ударные